# Гудвју (Минесота)
Гудвју (енгл. Goodview) град је у америчкој савезној држави Минесота.

## Демографија
По попису из 2010. године број становника је 4.036, што је 663 (19,7%) становника више него 2000. године.
| Група             | 2000.         | 2010.         |
| Белци             | 3.268 (96,9%) | 3.813 (94,5%) |
| Афроамериканци    | 13 (0,4%)     | 33 (0,8%)     |
| Азијати           | 39 (1,2%)     | 71 (1,8%)     |
| Хиспаноамериканци | 32 (0,9%)     | 84 (2,1%)     |
| Укупно            | 3.373         | 4.036         |